# Golden Days (Alberta)
Golden Days est un village d'été (summer village) du Comté de Leduc, situé dans la province canadienne d'Alberta.

## Démographie
En tant que localité désignée dans le recensement de 2011, Golden Days a une population de 141 habitants dans 74 de ses 284 logements, soit une variation de -31,9 % avec la population de 2006. Avec une superficie de 2,273 1 km2, village d'été possède une densité de population de 62,029 8 hab/km2 en 2011.
Concernant le recensement de 2006, Golden Days abritait 207 habitants dans 95 de ses 274 logements. Avec une superficie de 2,273 1 km2, village d'été possédait une densité de population de 91,1 hab/km2 en 2006.
| 2001 | 2006 | 2011 | 2016 |
| ---- | ---- | ---- | ---- |
| 125  | 207  | 141  | 160  |